# هاکلی
هاکلی، تگزاس(به انگلیسی: Hockley, Texas) شهری در ایالت تگزاس از ایالات جنوبی ایالات متحده آمریکا است.